# Ренин
Ренинът известен още и като ангиотензиногеназа, е ензим участващ в системата ренин-ангиотензин (RAS), която регулира екстрацелуларния обем (кръвна плазма, лимфа и чревен флуид), чрез артериалната вазоконстрикция. По този начин се регулира и кръвното налягане в човешкото тяло.

## Биохимия и физиология

### Структура
Първичната структура на рениновия прекурсор се състои от 406 аминокиселини и има пре- и про- сегмент, изградени съответно от 20 и 46 аминокиселини. Активната форма на ренина се състои от 340 аминокиселини и има маса от 37 kDa.

### Секреция
Ренинът се секретира от специализирани клетки на бъбрека, наречени грануларни клетки на юкстагломерулния апарат. Това се случва като отговор на три събития:
- 1) Намаляване на артериалното кръвно налягане (това може да е следствия на намален кръвен обем), което се детектира от барорецептери (клетки чувствителни на налягане). Това е и най-често случващата се връзка между секрецията на ренин и артериалното кръвно налягане.
- 2) Намаляване на нивата на натриев хлорид в ултрафилтрата на нефроните. Това се отчита от macula densa на юкстагломерулния апарат.
- 3) Стимулация от симпатиковия дял на вегетативната нервна система, който стимулира и сърдечната честота чрез действието на beta1 адреналиновия рецептор.

Секрецията на ренин при човек се осъществява поне по два начина: конститутивен за секреция на проренин и индуцируем за секреция на активния ренин.

### Оста Ренин-Ангиотензин-АлдостеронРенин-ангиотензин система (RAS)
- Механизъм на действието на ренин:

Ензимът циркулира в кръвното русло и хидролизира ангиотензиногена, секретиран от черния дроб, в пептида ангиотензин I.
- RAS:

Ангиотензин I претърпява още една частична хидролиза в белия дроб от ендотелните клетки под действието на ангиотензин конвертиращ ензим (ACE) в ангиотензин II, най-мощния вазоконстриктурен пептид. Ангиотензин II е потенциален констриктур на всички кръвоносни съдове. Той активира гладката мускулатура на съдовете като увеличава по този начин съпротивлението, което оказват. Сърцето реагира на увеличеното съпротивление чрез увеличаване на мощността, като по този начин повишава артериалното налягане. Ангиотензин II въздейства и върху кортекса на надбъбрека, предизвиквайки освобождаване на алдостерон, който стимулира епителните клетки на дисталното извито каналче и събирателното каналче на бъбрека да увеличат обратната резорбция на соли и вода. Това води до увеличен кръвен обем, а оттам и на увеличено кръвно налягане. RAS влияе и на централната нервна система, увеличавайки водния прием чрез засилено чувство на жажда, а също и запазва обема на кръвта, като редуцира диурезата чрез стимулация на секрецията на вазопресин от неврохипофизата.
Нормалната концентрация на ренин в кръвната плазма на зрял човек в изправено положение е 1.98-24.6 ng/l.

## Функция
Ренинът активира ренин-ангиотензиновата система, като откъсва инхибиторната част на ангиотензиногена, произведен в черния дроб. При това се получава ангиотензин I, който по-натам се конвертира отново чрез частична хидролиза до ангиотензин II от ензима ACE (ангиотензин конвертиращ ензим), като това се случва предимно в капилярите на белия дроб. След това ангиотензин II свива кръвоносните съдове, като стимулира секрецията на антидиуретичен хормон и алдостерон и стимулира хипоталамуса да да активира рефлекса за жажда, като всеки един от тези ефекти води до повишаване на кръвното налягане.
Ренинът се синтезира от клетките на бъбрека, които се активират от сигнали от macula densa. Тя отговаря за нормалното количеството на преминалия през дисталното каналче флуид, като го регулира чрез намаляване на бъбречното налягане (посредством рецептори за еластичност в съдовата стена) и чрез симпатикова нервна активация на рениновата секреция предимно през beta-1 рецептори. Спад в нивото на преминалия през macula densa флуид е показател за спад в необходимото за нормалната функция на бъбрека филтрационно налягане. Затова основната задача на ренина е при необходимост да възстанови нормалните за функционирането на бъбреците нива на кръвното налягане.
При свързването на ренин с АТФаза H(+)-транспортиращ лизозомен помощен протеин 2 (ATP6AP2), способността на ренина да конвертира ангиотензиноген в ангиотензин I се увеличава черирикратно в сравнение със свободния ренин.

## Кодиране на ренин
Ренинът се кодира от гена REN, с дължина 12 kb (килобази) ДНК съдържащ 8 интрона. В резултат на алтернативен сплайсинг ренинът има няколко различни изоформи.

## Откриване
Ренинът е открит, характеризиран и именован през 1898 г. от Robert Tigerstedt, професор по физиология в Каролинския институт в Стокхолм.